# نظام بای
نظام بای (ح.1643 – ۱۶۹۲ (۴۸−۴۹ سال)) همسر بهادرشاه یکم و مادر جهاندار شاه امپراتور گورکانی بود بود.